# Лейк-Шор (Юта)
Лейк-Шор (англ. Lake Shore) — переписна місцевість (CDP) в США, в окрузі Юта штату Юта. Населення — 802 особи (2020).

## Географія
Лейк-Шор розташований за координатами 40°7′58″ пн. ш. 111°44′24″ зх. д. / 40.13278° пн. ш. 111.74000° зх. д. (40.132797, -111.739925).  За даними Бюро перепису населення США в 2010 році переписна місцевість мала площу 28,30 км², з яких 28,28 км² — суходіл та 0,02 км² — водойми.

## Демографія
Згідно з переписом 2010 року, у переписній місцевості мешкало 817 осіб у 232 домогосподарствах у складі 212 родин. Густота населення становила 29 осіб/км².  Було 243 помешкання (9/км²).
Расовий склад населення:
| - 95,2 % — білих - 0,6 % — азіатів - 0,4 % — вихідців з тихоокеанських островів - 0,4 % — чорних або афроамериканців - 1,2 % — осіб інших рас |

До двох чи більше рас належало 2,2 %. Частка іспаномовних становила 3,3 % від усіх жителів.
За віковим діапазоном населення розподілялося таким чином: 34,0 % — особи молодші 18 років, 56,3 % — особи у віці 18—64 років, 9,7 % — особи у віці 65 років та старші. Медіана віку мешканця становила 32,1 року. На 100 осіб жіночої статі у переписній місцевості припадало 106,3 чоловіків;  на 100 жінок у віці від 18 років та старших — 113,0 чоловіків також старших 18 років.
Середній дохід на одне домашнє господарство  становив 80 715 доларів США (медіана — 69 231), а середній дохід на одну сім'ю — 86 878 доларів (медіана — 75 417). Медіана доходів становила 53 250 доларів для чоловіків та 34 702 долари для жінок. За межею бідності перебувало 2,6 % осіб, у тому числі 0,0 % дітей у віці до 18 років та 20,0 % осіб у віці 65 років та старших.
Цивільне працевлаштоване населення становило 341 особа. Основні галузі зайнятості: будівництво — 24,6 %, транспорт — 13,2 %, виробництво — 11,4 %, освіта, охорона здоров'я та соціальна допомога — 11,4 %.